# Holiday Inn
Holiday Inn é uma cadeia multinacional norte-americana de hotéis que pertence à InterContinental Hotels Group. Foi fundada como uma rede de motéis em 1952, porém se consolidou e expandiu como uma rede de hotéis, com mais de 3.000 empreendimentos em 2015. O nome da empresa foi dado em referência ao filme homônimo Holiday Inn de 1942 com os atores Bing Crosby e Fred Astaire.

## História
A ideia da criação da Holiday Inn nasceu em 1951, após uma viagem do fundador Kemmons Wilson e sua família de Memphis à Washington serem frustradas por acomodações ruins e caras. O primeiro hotel foi inaugurado em 1952 em Memphis e introduziu parâmetros que seriam usados pela indústria hoteleira nos anos seguintes, como televisão e telefone nos quartos, restaurante nos hotéis e gratuidade para crianças abaixo de 12 anos.
Em 1988, a empresa vende sua participação global e em 1990 a participação na filial norte-americana para o grupo InterContinental Hotels Grup.
Ao longo dos anos, a InterContinental lançou outras redes de hotéis similares a Holliday Inn, porém com pequenas variações ao Holliday Inn tradicional, como a Holiday Inn Express, Holiday Inn Garden Court, Holiday Inn SunsPree Resorts Holiday Inn Crowne Plaza e Holiday Inn Select.
Em 2016, encerrou o contrato de licenciamento com a Nickelodeon e o Nickelodeon Suites Resort, renomeando o único Holiday Inn temático existente, que passou a se chamar Holiday Inn Resort Orlando Suites - Waterpark ao fim do mesmo ano.

## No Brasil

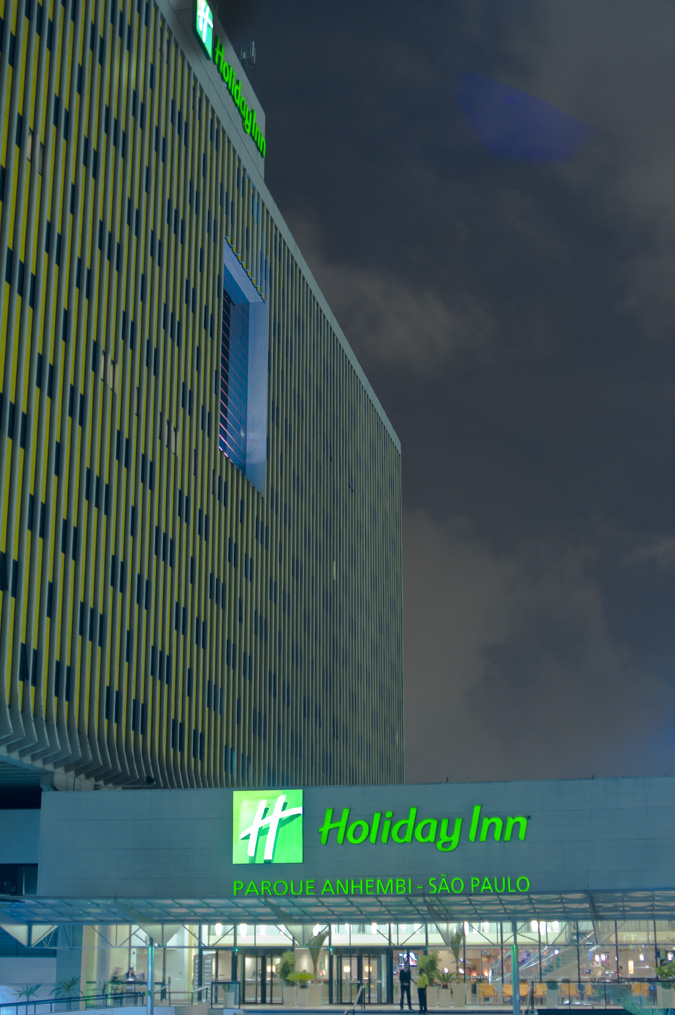
Fachada Hotel Holiday Inn Parque Anhembi.

Inaugurou o primeiro hotel na cidade de São Paulo, no aniversário de 450 anos da cidade em 2004 com presença da ex-prefeita Marta Suplicy. Na época da sua inauguração, o Holiday Inn Parque Anhembi era um dos maiores hotéis do mundo, com um investimento de 150 milhões de reais, 40 mil peças de enxoval, 18 mil talheres, 8 mil lâmpadas, 780 quartos e 12 elevadores.
Se expandiu nos anos seguintes para outras cidades do país como Rio de Janeiro, Belo Horizonte, Natal  e Fortaleza.